# گریپ کریک (تگزاس)
گریپ کریک، تگزاس(به انگلیسی: Grape Creek, Texas) شهری در ایالت تگزاس از ایالات جنوبی ایالات متحده آمریکا است. در سرشماری سال ۲۰۰۰، جمعیت این شهر ۳۱۳۸ نفر اعلام شد.

## جستارهای ویژه
- فهرست شهرهای تگزاس